# Tom Wren
Tom Wren es un actor australiano, más conocido por interpretar a Doug Graham en la serie Winners & Losers.

## Biografía
Su hermana menor es la actriz Edwina Wren.
Se graduó del Victorian College of the Arts y obtuvo un grado en actuación en la Universidad de Melbourne de donde se graduó en el 2003.
En el 2002 comenzó a salir con Susan Salmon a quien conoció mientras estudiaba en Montreal, la pareja finalmente se casó en el 2013. En el 2014 tuvieron su primera hija Avery Wren, más tarde tuvieron su segundo hijo.

## Carrera
Entre el 2008 y el 2010 apareció como invitado en series como Bed of Roses, City Homicide y en Rush donde dio vida a Simon.
En el 2011 se unió al elenco de la principal serie Winners & Losers donde interpreta al doctor Doug Graham, hasta ahora.
En el 2014 apareció como personaje recurrente en la miniserie Fat Tony & Co donde interpretó a Willie Thompson.

## Filmografía[5]

### Series de televisión
| Año             | Serie            | Personaje          | Notas                       |
| --------------- | ---------------- | ------------------ | --------------------------- |
| 2018 - presente | Secret City      | Alex Berezin       | 6 episodios                 |
| 2016            | Hunters          | Bob Brecke         | episodio "Our System"       |
| 2011 - 2015     | Winners & Losers | Dr. Doug Graham    | 96 episodios                |
| 2014            | Fat Tony & Co    | Willie Thompson    | 3 episodios                 |
| 2010            | Rush             | Simon              | episodio # 3.15             |
| 2008            | City Homicide    | Curtis Piper       | episodio "Jury Duty"        |
| 2008            | Saddle Club      | Wes                | -                           |
| 2008            | Bed of Roses     | John, el consejero | episodio "Not Worth a Cent" |

### Películas
| Año  | Título                               | Personaje    | Notas                                                                  |
| ---- | ------------------------------------ | ------------ | ---------------------------------------------------------------------- |
| 2011 | The Confession of Father John Thomas | Luz de Dios  | corto - junto a Russ Pirie y Sharon Davis                              |
| 2009 | Two Ducks                            | Tom          | corto - junto a Genevieve Bevan-John, Grant Cartwright y Shelly Lauman |
| 2007 | Occupational Hazards                 | Derek Dawson | corto - junto a Trent Masters y Simon Barbaro                          |
| 2002 | In the Dark We Live                  | Chris        | corto - junto a David Newell, Pip Sallabank y Megan Searle             |
| -    | Samurai in The Back Sea              | Adam         | .                                                                      |

### Teatro
| Año  | Título                   | Personaje      | Directores (a)   | Teatro                     | Notas                                                                      |
| ---- | ------------------------ | -------------- | ---------------- | -------------------------- | -------------------------------------------------------------------------- |
| 2010 | The Suicide              | -              | Simon Stone      | Belvoir Theatre            | junto a Johnny Carr, Gareth Davies y Shelly Lauman                         |
| 2009 | The Only Child           | Alfred         | Simon Stone      | Downstairs Belvoir Theatre | junto a Gareth Davies, Shelly Lauman y Anne-Louise Sarks                   |
| 2009 | 3xSisters                | Kulyghin       | Simon Stone      | -                          | junto a Gareth Davies, Joshua Hewitt, Katherine Tonkin y Eryn-Jean Norvill |
| 2008 | The Time Is Not Yet Ripe | Kulyghin       | Jane Woollard    | -                          | junto a David Adamson, Don Bridges, Sharon Davis y Kurt Geyer              |
| 2008 | A Man for All Seasons    | Henry          | Trent Baker      | -                          | junto a Ezra Bix y Katie-Jean Harding                                      |
| 2007 | The Little Dog Laughed   | Mitchell Green | David Bell       | Red Stitch Actors Theatre  | junto a Martin Sharpe, Kat Stewart y Ella Caldwell                         |
| 2007 | Othello                  | Cassio         | Marion Potts     | Drama Theatre              | junto a Wayne Blair, Leeanna Walsman, Marcus Graham y Anni Finsterer       |
| 2007 | Harp On The Willow       | Richard Selig  | Andrew Doyle     | Comedy Theatre             | junto a Joan Carden, Marina Prior y Christopher Stollery                   |
| 2004 | Boys' Life               | Jack           | -                | -                          | junto a Tom Stringer y Chelsea Bruland                                     |
| -    | Lovers & Haters          | Johnny         | -                | Adelaide Festival          | -                                                                          |
| -    | Pericles                 | Pericles       | Rhys McConnochie | -                          | -                                                                          |
| -    | Saved                    | Mike           | Bruce Myle       | -                          | -                                                                          |
| -    | Anna Karenina            | Vronsky        | Tanya Gerstl     | -                          | -                                                                          |

## Premios y nominaciones
| Año  | Categoría                    | Premio      | Serie            | Resultado |
| ---- | ---------------------------- | ----------- | ---------------- | --------- |
| 2012 | Most Popular New Male Talent | Logie Award | Winners & Losers | Nominado  |